# Callisto
Callisto är den åttonde av Jupiters kända månar och den näst största, endast något mindre än Merkurius men bara en tredjedel av dess massa. Den upptäcktes av Galileo Galilei och Simon Marius den 7 januari 1610 och är den yttersta av de galileiska månarna.

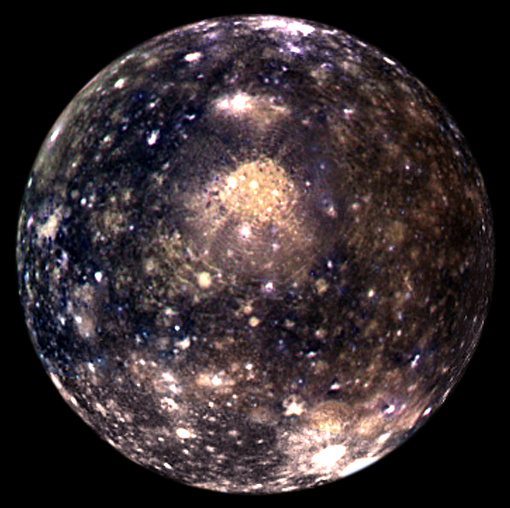
Callisto fotograferad av rymdsonden Galileo.

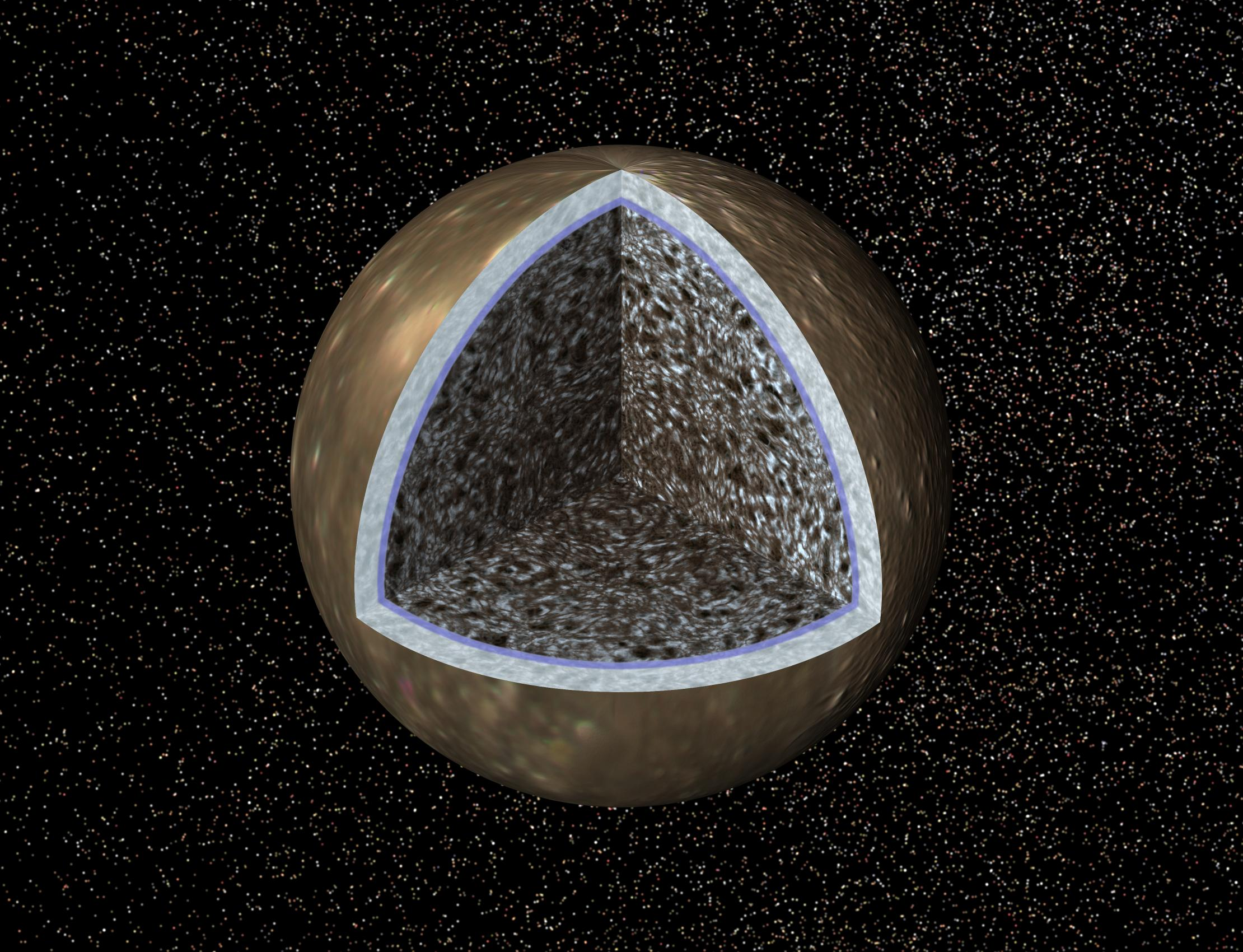
Callisto i genomskärning.

Till skillnad från Ganymedes verkar Callisto ha ganska lite inre struktur. Callisto studerades i detalj av rymdsonden Galileo mellan åren 1995 och 2003. Mätningar som sonden gjorde visade att de inre delarna av månen har en ökande halt sten mot kärnan. Callisto består av ungefär 40 % is och 60 % sten och järn. Titan och Triton är antagligen liknande. 
Callistos yta är helt täckt av kratrar. Ytan är väldigt gammal, precis som högländerna på månen och Mars. Callisto har den äldsta och mest bekratrade ytan av alla kroppar som hittills observerats i solsystemet. Den har inte genomgått mycket mer förändring än ett och annat nedslag under 4 miljarder år. 

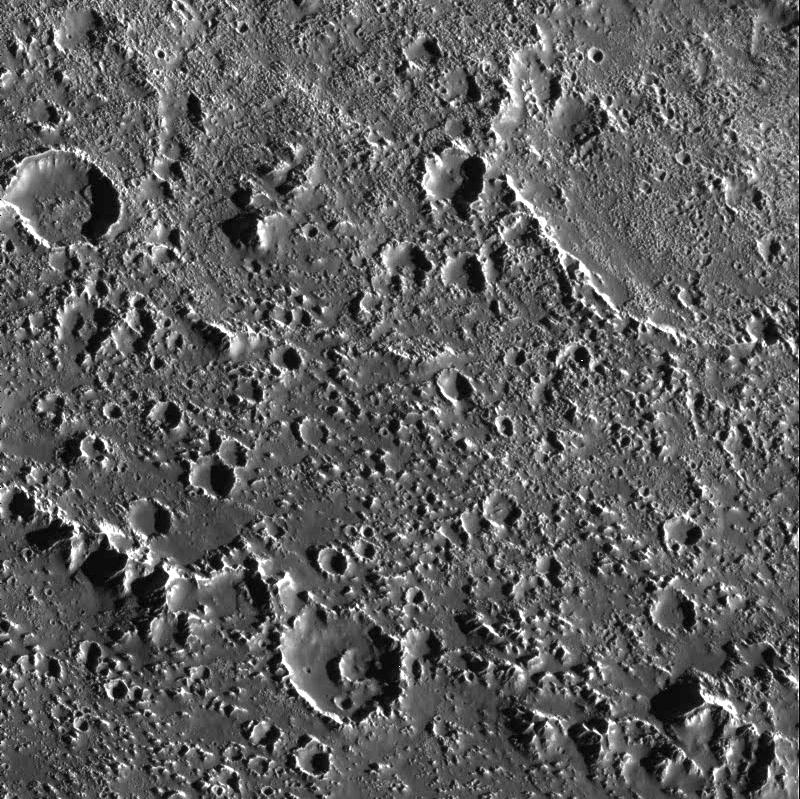
Ytan på Callisto.

De största kratrarna omges av en serie koncentriska ringar som ser ut som enorma sprickor men som har jämnats ut av eoner av långsam rörelse av isen. Den största av dessa kratrar är Valhalla. Med sina 4000 kilometer i diameter är Valhalla ett dramatiskt exempel på en multiringkrater, resultatet av ett massivt nedslag. Den näst största är Asgard. Andra exempel i solsystemet är Mare Orientale på månen och Caloris Basin på Merkurius. 
Liksom Ganymedes har Callistos forntida kratrar kollapsat, de höga ringbergen och de centrala sänkorna vanliga hos kratrarna på månen och Merkurius saknas. Detaljerade bilder från rymdsonden Galileo visar att små kratrar, åtminstone på vissa ställen, för det mesta har utplånats. Detta tyder på nyliga processer även om det bara är en gissning. 
Gipul Catena är en lång serie av nedslagskratrar uppradade på en rak linje. Detta orsakades antagligen av ett objekt som splittrades när den passerade nära Jupiter och sedan slog ner på Callisto. 
Till skillnad från Ganymedes, med sina komplexa terränger, finns det knappast något som tyder på tektonisk aktivitet på Callisto. Rymdsonden Galileo har inte upptäckt några bevis för ett magnetfält.

## Utforskning
När de båda rymdsonderna Pioneer 10 och Pioneer 11 passerade Jupiter, kunde de inte bidra med mer information om Callisto än man kunnat utröna med observationer från Jorden.
När de båda rymdsonderna Voyager 1 och Voyager 2 passerade Jupiter, fotograferade dom stora delar av Callisto, flera foton har en upplösning på 1-2 kilometer.
Rymdsonden Galileo passerade Callisto flera gånger mellan 1994 och 2003 och kunde göra en komplett karta av månen yta, flera foton har en upplösning på 15 meter. Rymdsonden kom som närmast 138 kilometer från Callistos yta.
Rymdsonden Cassini passerade Jupiter i december 2000 och studerade den Callisto i infrarötljus.
Även rymdsonden New Horizons fotograferade Callisto, när den passerade Jupiter i februari 2007.
Rymdsonderna Jupiter Icy Moons Explorer och Europa Clipper är på väg mot Jupiter och kommer bland annat att studera Callisto.